# Kozai-Effekt
Der Kozai-Effekt, auch Kozai-Mechanismus oder Kozai-Resonanz genannt, beschreibt in der Himmelsmechanik eine periodische Bahnstörung, die eine Änderung der Exzentrizität und der Bahnneigung (Inklination) des gestörten Objektes bewirkt. Der Effekt ist benannt nach Yoshihide Kozai (japanisch 古在 由秀, Kozai Yoshihide), der ihn 1962 bei der Analyse von Asteroidenbahnen entdeckte. Er wird nach Hugo von Zeipel, der ihn bereits 1910 behandelte, und Michail Lwowitsch Lidow, der ihn parallel zu Kozai in der Sowjetunion ebenfalls entdeckte, auch von Zeipel-Lidov-Kozai-Effekt, Lidow-Kozai-Effekt oder Kozai-Lidow-Effekt genannt.

## Auswirkungen und Bedeutung
Die Kozai-Resonanz führt zu Einschränkungen der möglichen Bahnen in einem System, zum Beispiel:
- für reguläre Monde: ist die Bahn eines Mondes stark geneigt gegenüber der seines Planeten, dann steigt die Exzentrizität der Mondbahn, bis der Mond durch Gezeitenkräfte zerstört wird.
- für irreguläre Monde: wie oben, nur dass die steigende Exzentrizität zu einer Kollision mit einem regulären Mond oder zum Herausschleudern des Satelliten aus der Hill-Sphäre führt.

Der Kozai-Effekt gilt daher als ein bedeutender Faktor bei der Entstehung der Bahnen einiger Körper im Sonnensystem (irreguläre Satelliten der Planeten, transneptunische Objekte). Er wird auch herangezogen, um folgende Beobachtungen zu erklären:
- die hohe Anzahl an heißen Jupitern unter den Exoplaneten
- die Häufigkeit von Dreifachsystemen mit einem engen Doppelsternsystem und Umlaufdauern von unter fünf Tagen in Sonnennähe
- die Entstehung von Blauen Nachzüglern.

Da eine Vergrößerung der Exzentrizität bei gleich groß bleibender großer Bahnhalbachse dazu führt, dass die Periapsis der Bahn verkleinert wird, kann der Kozai-Mechanismus auch dazu führen, dass die Bahnen von Kometen im Laufe der Zeit so geändert werden, dass sie in die Sonne stürzen.

## Erklärung
Man betrachtet ein Dreikörpersystem, das aus einem Zentralkörper (z. B. Sonne), einem diesen umlaufenden relativ großen Körper (z. B. Planet) und einem kleinen Körper (z. B. Asteroid) besteht, der ebenfalls den Zentralkörper umläuft. Der kleine Körper, der auf einer elliptischen Bahn mit einer Inklination {\displaystyle i} relativ zur Bahn des Planeten und mit einer Exzentrizität {\displaystyle e} um den Zentralkörper läuft, besitzt Bahnelemente, die durch den großen umlaufenden Körper säkular gestört werden. Im störungstheoretischen Ansatz ist der folgende Wert zeitlich konstant:
{\displaystyle \Theta :=(1-e^{2})\cos ^{2}i={\text{konst.}}}
Diese Konstante der Bewegung ermöglicht eine Austauschbeziehung zwischen Inklination und Exzentrizität: sinkt die Inklination, so steigt die Exzentrizität und umgekehrt. Nahezu kreisförmige Bahnen mit hoher Inklination können also zu sehr exzentrischen Bahnen mit niedriger Inklination verändert werden.
- Ist die anfängliche Inklination groß genug (d. h. mindestens so groß wie der Kozai-Winkel, s. u.), dann ergibt sich eine Kozai-Resonanz, d. h. ein resonanter Austausch bzw. eine periodische, gegenläufige Schwankung von Inklination und Exzentrizität zwischen minimalen und maximalen Werten. Gleichzeitig kommt es zu einer Libration des Perizentrums, d. h., das Argument des Perizentrums oszilliert um einen konstanten Wert.
- Sind die Inklination und Exzentrizität des kleinen Körpers jedoch recht klein, so erhält man als Ergebnis einer solchen Störung keinen resonanten Austausch zwischen Exzentrizität und Inklination, sondern nur ein säkulares Fortschreiten des Arguments des Perizentrums, d. h. eine Periheldrehung.

## Kozai-Winkel
Der Kozai-Winkel {\displaystyle i_{0}}, also der für eine Kozai-Resonanz minimal (bzw. maximal, s. u.) erforderliche anfängliche Inklinationswinkel bei zunächst fast kreisförmiger Bahn ({\displaystyle e=0}), hängt vom Abstand des störenden Planeten vom kleinen Körper ab.

### Prograd
Für prograd, d. h. „vorwärts“ um den Zentralkörper laufende Satelliten, liegen die Inklinationswerte zwischen 0° und 90°. In diesem Fall findet man für einen sehr großen Abstand des störenden Planeten vom kleinen Körper:
{\displaystyle \Rightarrow i_{0}=\arccos \left({\sqrt {\frac {3}{5}}}\right)\approx 39{,}2^{\circ }}
Der Übergang zwischen Periheldrehung und Kozai-Resonanz findet also statt bei einem Wert für die Konstante der Bewegung von maximal
{\displaystyle \Theta _{0}={\frac {3}{5}}=0{,}6}
Befindet sich der störende große Körper näher am Orbit des kleinen Körpers, so sinkt der Kozai-Winkel und entsprechend steigt der Grenzwert {\displaystyle \Theta _{0}}.

### Retrograd
Für retrograd, d. h. „rückwärts“ um den Zentralkörper laufende Satelliten, liegen die Inklinationswerte zwischen 90° und 180°. In diesem Fall ist der Kozai-Winkel ein Maximalwert und liegt für weit entfernte Störkörper bei {\displaystyle 180^{\circ }-39{,}2^{\circ }=140{,}8^{\circ }}.